# Gemeiner Schimpanse
Der Gemeine Schimpanse, auch Gewöhnlicher Schimpanse oder einfach nur Schimpanse genannt (Pan troglodytes), ist eine Primatenart aus der Familie der Menschenaffen (Hominidae). Zusammen mit dem Bonobo (Zwergschimpansen) bildet er die Gattung der Schimpansen (Pan). Beide Spezies sind die biologisch engsten Verwandten des Menschen. Der Schimpanse ist robuster gebaut als der Bonobo und hat ein größeres Verbreitungsgebiet, das sich über weite Teile des mittleren Afrika erstreckt.

## Körperbau

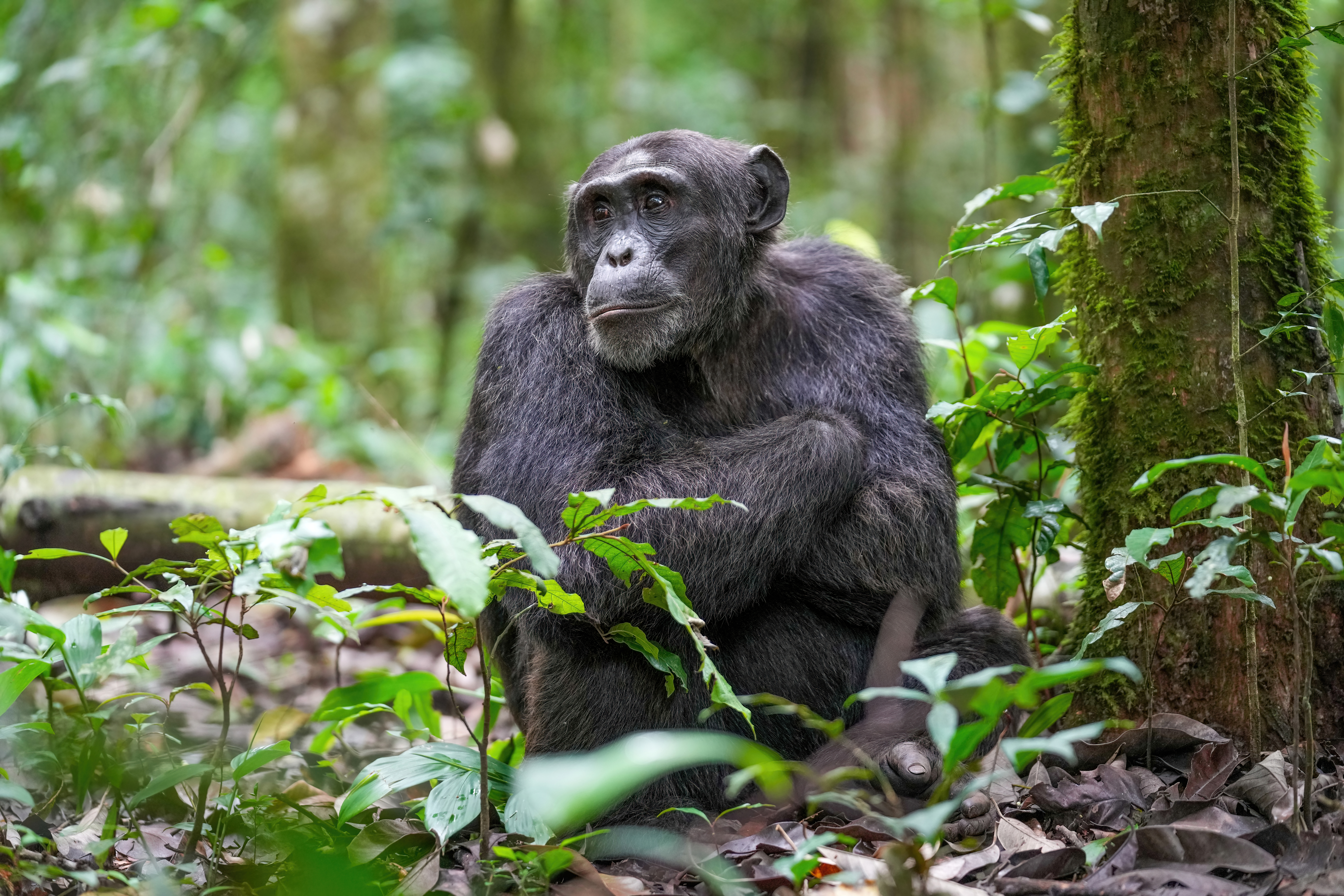
Männlicher Alpha-Schimpanse im Kibale-Nationalpark, Uganda

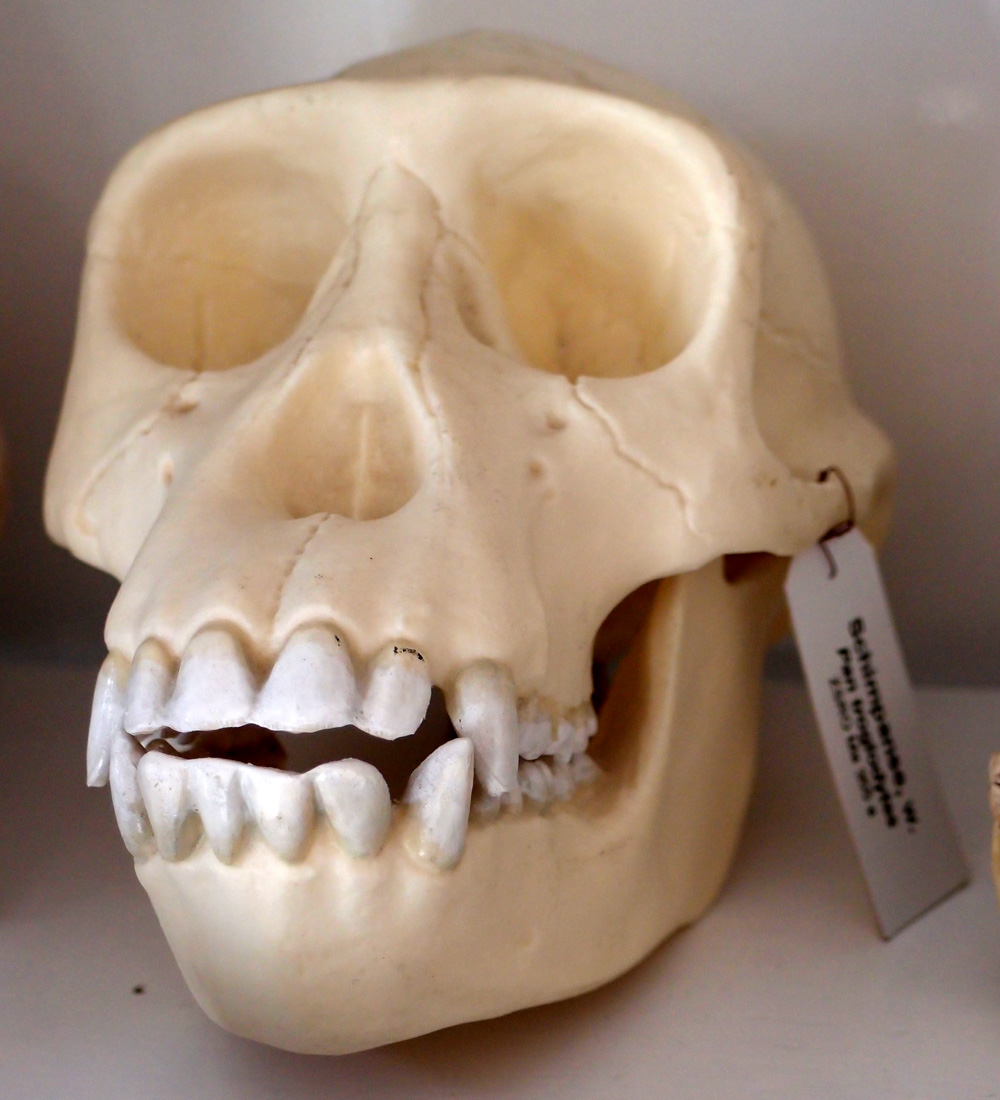
Nachbildung eines weiblichen Schimpansenschädels, Zoologische Sammlung Rostock

Gemeine Schimpansen erreichen eine Kopfrumpflänge von 64 bis 94 Zentimetern, wie alle Menschenaffen sind sie schwanzlos. Stehend werden sie zwischen 1 und 1,7 Metern hoch. Männchen erreichen ein Gewicht von 34 bis 70 Kilogramm und sind damit deutlich schwerer als Weibchen, die zwischen 26 und 50 Kilogramm erreichen. Tiere in Gefangenschaft können schwerer werden und 80 Kilogramm wiegen. Das Fell ist schwarz oder dunkelbraun gefärbt.
Die Arme sind deutlich länger als die Beine, die Spannweite zwischen den ausgestreckten Armen ist um die Hälfte größer als die Höhe des Tiers. Die Hände sind durch die langen Finger und die vergleichsweise kurzen Daumen charakterisiert, bei den Füßen ist die erste Zehe wie bei den meisten Primaten opponierbar.
Das Gesicht ist unbehaart. Es ist generell heller als das des Bonobos, auch haben Jungtiere ein helleres Gesicht als Erwachsene, es gibt jedoch zusätzlich regionale Unterschiede. Der Kopf der Schimpansen ist durch die hervorragenden, runden Ohren, die Überaugenwülste und die hervorstehende Schnauze charakterisiert. Die Größe der Eckzähne ist stark geschlechtsdimorph (bei Männchen sind sie deutlich größer).

## Karyotyp und Genom
Die genetische Information des Gemeinen Schimpansen ist innerhalb des Zellkerns in 24 Paaren von Chromosomen organisiert, zwei davon Geschlechtschromosomen. Das vollständige Genom wurde erstmals 2005 analysiert; es besteht aus 3.349.642.171 Basenpaaren. Die genaue Anzahl der Gene ist noch unbekannt. Bonobos und Schimpansen haben sich im Verlauf ihrer Entwicklung mehrfach miteinander vermischt wie Studien am Genom beider Spezies zeigen.

## Verbreitung und Lebensraum

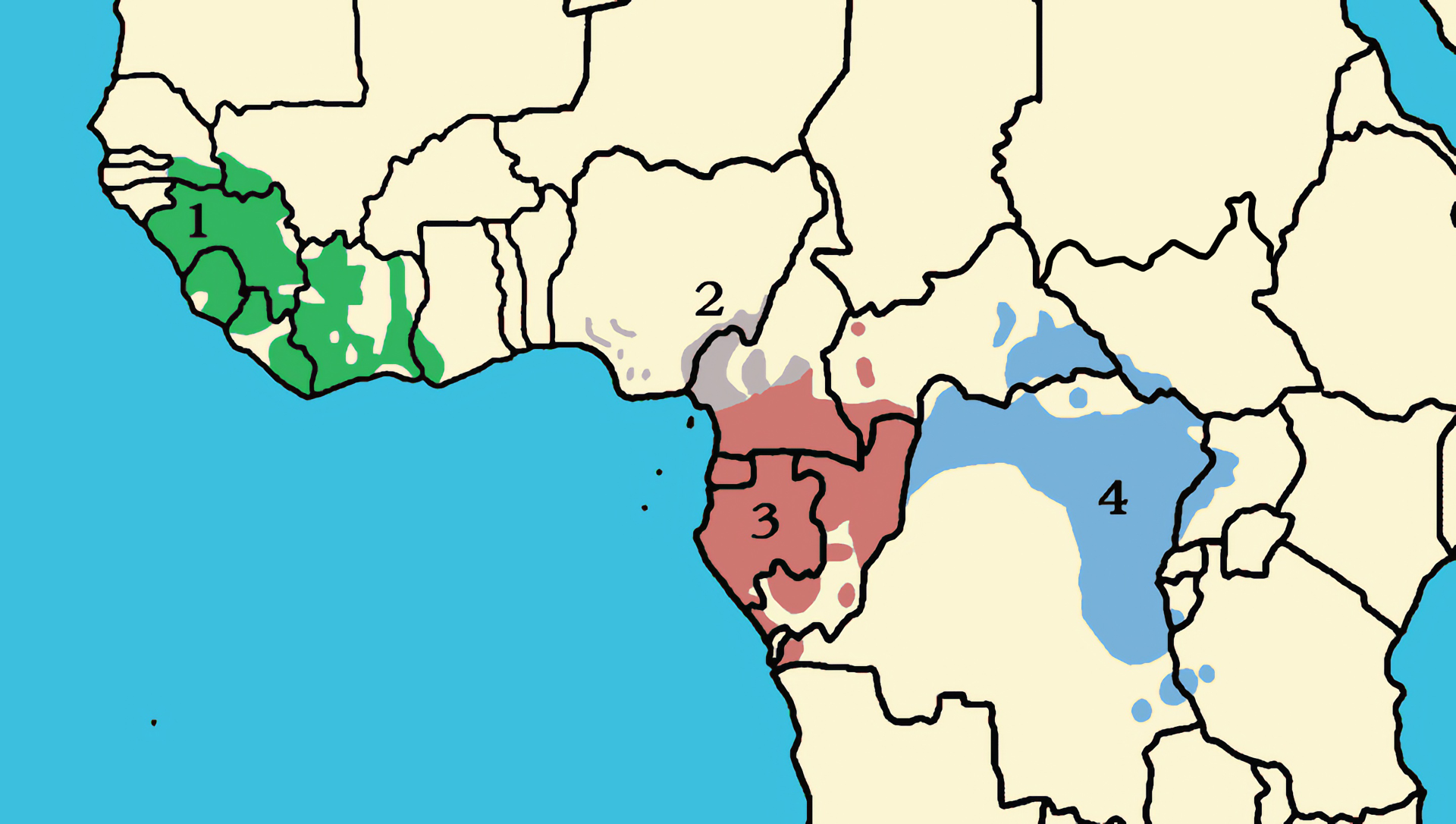
Verbreitung des Gemeinen Schimpansen mit vier Unterarten:
1. Westlicher Schimpanse (Pan troglodytes verus)
2. Nigeria-Schimpanse (P. t. vellerosus, auch P. t. ellioti)
3. Zentralafrikanischer Schimpanse (P. t. troglodytes)
4. Östlicher Schimpanse (P. t. schweinfurthii)

Das Verbreitungsgebiet der Gemeinen Schimpansen erstreckt sich in einem breiten Gürtel durch das mittlere Afrika. Es reicht in Westafrika von Senegal über die südöstlich angrenzenden Länder bis in den westlichen Teil Ghanas, über Nigeria, Kamerun, Gabun, die Republik Kongo, den Südosten der Zentralafrikanischen Republik, die südwestlichen Grenzregionen Südsudans und den Norden und Osten der Demokratischen Republik Kongo bis in die westlichen Regionen Ugandas und Tansanias. In der Demokratischen Republik Kongo bildet der kaum überquerbare Kongo-Fluss die Südgrenze ihres Verbreitungsgebietes, südlich davon leben die Bonobos. Die menschliche Besiedlung hat den Lebensraum dieser Tiere verkleinert und in eine Vielzahl kleinerer Flecken zerteilt.
Diese Tiere sind flexibler in Bezug auf ihren Lebensraum als andere Menschenaffen. Sie kommen sowohl in tropischen Regenwäldern, in trockenen Savannen sowie im Bergland bis zu 3000 Metern Höhe vor.

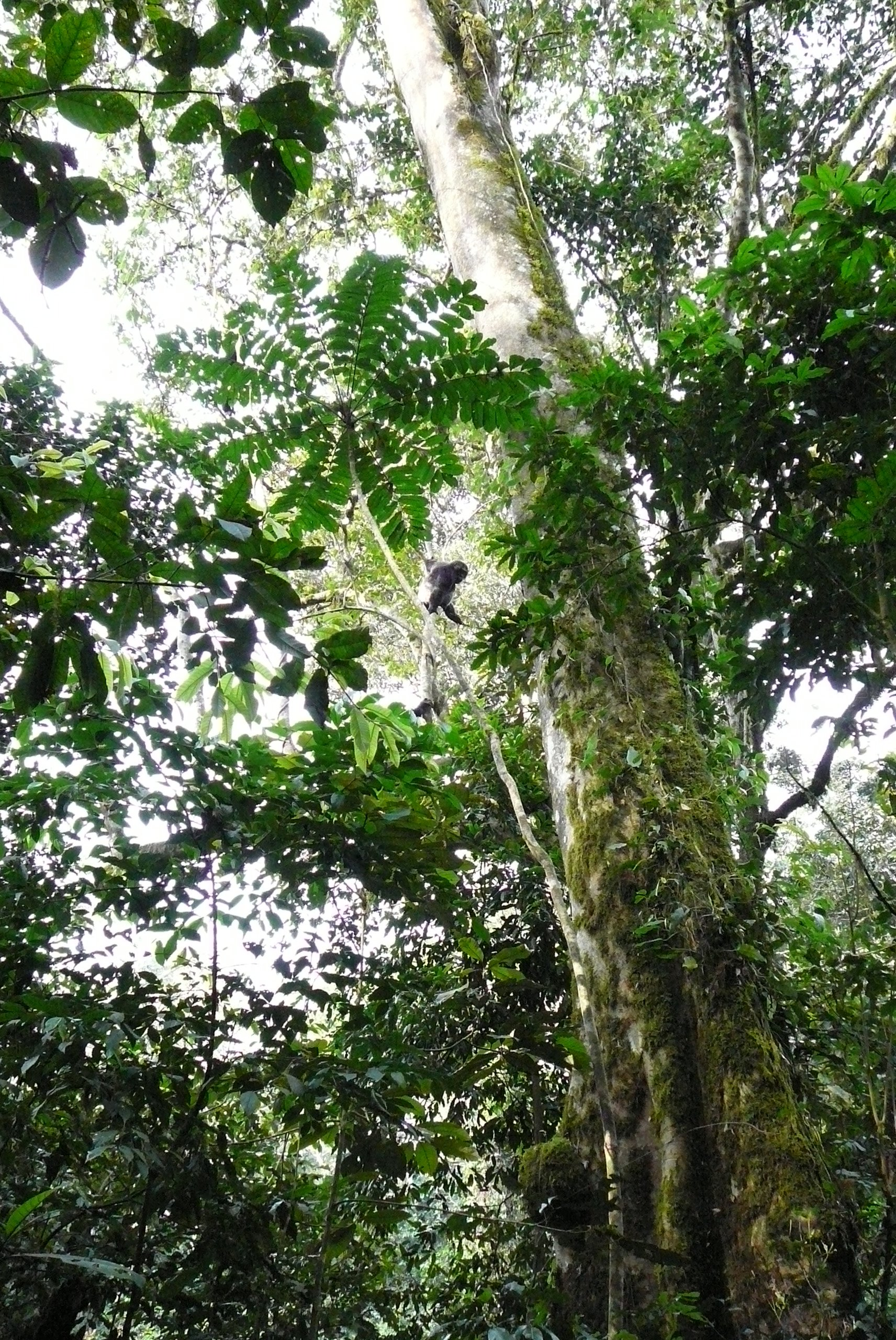
Schimpanse im Regenwald

## Lebensweise

### Fortbewegung und Aktivitätszeiten
Gemeine Schimpansen können sowohl am Boden als auch auf den Bäumen nach Nahrung suchen, meist geschieht dies jedoch auf Bäumen. Am Boden bewegen sie sich wie alle afrikanischen Menschenaffen in einem vierfüßigen Knöchelgang fort, das heißt, dass sie sich auf den zweiten und dritten Fingergliedern aufstützen. Im Geäst klettern sie entweder mit allen vier Gliedmaßen oder bewegen sich an den Armen hängend (suspensorisch) fort. In der Regel sind Schimpansen tagaktiv. Zur Nachtruhe fertigen sie ein Nest aus Zweigen und Laub an. Dieses Nest liegt meist auf Bäumen in 9 bis 12 Meter Höhe und wird üblicherweise nur einmal verwendet. Insbesondere in der Regenzeit ruhen sie auch manchmal tagsüber, wofür sie ebenfalls Nester errichten.

### Sozialverhalten

#### Innerhalb der Großgruppe
Die Sozialstruktur der Schimpansen wird als „Fission-Fusion-Organisation“ („Trennen und Zusammengehen“) beschrieben. Das heißt, sie leben in Großgruppen, die sich aus 20 bis 80 Tieren zusammensetzen, die sich oft in Untergruppen aufspalten – etwa zur Nahrungssuche – und dann wieder zusammenkommen, insbesondere zur Nachtruhe. Erwachsene Tiere gehen beispielsweise oft allein auf Futtersuche oder schließen sich mit anderen zu einer kurzlebigen, vorübergehenden Untergruppe zusammen. Diese Untergruppen sind sehr flexibel und umfassen meist vier bis acht Tiere, also deutlich weniger als beim Bonobo. Die Zusammensetzung und Größe der Untergruppen ist sehr variabel und unterscheidet sich auch von Population zu Population.
Starke und ältere Männchen führen und verteidigen die ganze Großgruppe. Die Männchen entwickeln eine ausgeprägte Rangstruktur. Dazu dienen verschiedene Rituale wie laute Schreie, Trommeln auf Baumstämmen, Kraftdemonstrationen – sie schütteln Äste oder werfen Steine – und demonstrativ schnelles Laufen oder Springen. Sie investieren viel Zeit und Energie, um ihren Rang innerhalb der Gruppe zu verbessern. Sie bilden dazu unter anderem Koalitionen, dies kann aber auch ein Täuschungsmanöver, eine Scheinallianz sein. Die Jagd auf kleine Säugetiere und die Bewachung der Reviergrenzen, die beide von Männchen durchgeführt werden, dienen ebenfalls diesem Zweck. Auch die gegenseitige Fellpflege (Komfortverhalten) ist bei den Männchen stark ausgeprägt und unterstützt die soziale Kommunikation.
Im Gegensatz dazu sind Weibchen oft einzelgängerischer und entwickeln eine weniger auffällige Hierarchie. Eine Rangordnung ist aber trotzdem vorhanden, das zeigt sich darin, dass höhergestellte Weibchen etwa häufiger Nachwuchs haben. Generell haben Weibchen außer mit ihren Töchtern wenig Interaktion mit anderen Weibchen. Das liegt auch daran, dass die Weibchen ihre Geburtsgruppe bei Erreichen der Geschlechtsreife verlassen, während die Männchen die meiste Zeit ihres Lebens bei ihrer Gruppe bleiben.
Die Interaktionen zwischen Männchen und Weibchen sind variabel und näher im Abschnitt Paarungsverhalten beschrieben.

#### Außerhalb der Großgruppe
Eine Großgruppe hat in der Regel ein bestimmtes Streifgebiet. Dieses ist in Wäldern 5 bis 40 Quadratkilometer groß, in Savannen mit 120 bis 560 Quadratkilometern hingegen deutlich größer. Kleine Männchengruppen patrouillieren oft an den Grenzen des Territoriums. Tiere, die nicht der eigenen Großgruppe angehören, werden meist sehr aggressiv behandelt. Die Verfolgung einzelner fremder Tiere wird manchmal dermaßen brutal geführt, dass dafür das Wort „Krieg“ verwendet wurde. (siehe auch → Schimpansenkrieg von Gombe). Auch nicht-fruchtbare Weibchen werden dabei nicht verschont. Diese kriegsartigen Übergriffe, bei denen Gemeine Schimpansen manchmal auch unprovoziert in fremdes Territorium eindringen und die dortigen Tiere verfolgen und töten, sind außer bei ihnen und beim Menschen unter Primaten unbekannt.

### Werkzeuggebrauch
Gemeine Schimpansen wurden wiederholt beim Gebrauch von Werkzeugen beobachtet. So verwenden sie zerkaute Blätter als Schwämme, um Wasser aus Baumlöchern zu schöpfen, Grashalme und Stöcke werden bearbeitet und in Termitenhügel eingeführt, um die Insekten verzehren zu können. Steine oder Äste dienen als Hammer und Amboss, um Nüsse zu knacken, und Äste werden als Haken benutzt, um fruchttragende Äste heranziehen zu können. Stöcke und Steine dienen als Wurfgeschosse bei der Jagd und zur Verteidigung. In jüngster Zeit wurde auch beobachtet, dass sie bearbeitete und zugespitzte Holzstöcke als Spieße verwenden, um damit Galagos zu jagen. Es gibt zwar keine Hinweise, dass sie Steine bearbeiten, jedoch bewahren sie besonders geeignete Steine auf oder lagern sie an einer sicheren Stelle, wo sie diese im Bedarfsfall wiederfinden können.
Die einzelnen Populationen unterscheiden sich deutlich in Art und Häufigkeit des Werkzeuggebrauchs, und keine einzelne Verwendung kommt bei allen Populationen vor. So ist das Nussknacken mittels Steinen bislang nur bei der westlichen Unterart beobachtet worden, bei den Tieren im Osten des Verbreitungsgebietes ist diese Praxis unbekannt. Funde aus dem Nationalpark Taï in der Elfenbeinküste belegen, dass diese Praxis seit zumindest 4300 Jahren angewandt wird. In einer im Februar 2019 veröffentlichten Studie wird eine im Norden der Demokratischen Republik Kongo lebende Population des Ostafrikanischen Schimpansen (P. t. schweinfurthii) beschrieben, die Stöcke verschiedener Art (kurze, lange, dicke oder dünne) benutzt, um verschiedene Ameisenarten oder den Honig von Stachellosen Bienen zu erbeuten. Nüsse und andere harte Früchte, sowie die Nester von Baumtermiten und die Gehäuse von Afrikanischen Riesenschnecken (Achatina) und Gelenkschildkröten (Kinixys) werden geöffnet, indem diese an Baumstämme oder Steine geschlagen werden. Bemerkenswert ist auch, dass diese Schimpansen bevorzugt nicht auf Bäumen, sondern auf dem Erdboden schlafen.
Der Werkzeuggebrauch ist ebenso wie der allabendliche Nestbau keine instinktive Tätigkeit, sondern wird von den jüngeren Tieren durch Beobachten von erfahrenen Tieren erlernt.

### Selbstmedikation
Wie von dem Menschenaffen erforschenden Biologen Richard Wrangham 1972 in einem Nationalpark Tansanias beobachtet wurde, haben Schimpansen verschiedene Methoden entwickelt, sich von Parasiten zu befreien. Hierfür werden raue, scharfkantige Blätter bestimmter Pflanzen abgerissen, sorgfältig zusammengefaltet und unzerkaut geschluckt. Infrage kommen die Blätter von etwa 30 Baumarten. Kot-Untersuchungen ergaben, dass die Blätter unverdaut wieder ausgeschieden werden, zusammen mit zahlreichen großen Darmparasiten. Es wird angenommen, dass die raue Blattstruktur die Würmer von den Darmwänden abschabt. Hinzu kommt die abführende Wirkung der in verschiedenen Blättern enthaltenen Gerbstoffe. Ebenso zur Parasitenabwehr dient die abführende Wirkung der in dem sehr bitteren Mark des Strauches Vernonia amygdalina enthaltenen Gerbstoffe, der im Westen von Tansania wächst und von Schimpansen bei Bedarf gefressen wird.
Selbstmedikation ist ebenfalls keine angeborene, sondern eine erworbene beziehungsweise gelernte Verhaltensweise, die nur von einigen Populationen tradiert wird. Einer solchen Horde neu hinzuwandernde Schimpansenweibchen, die dieses Verhalten nicht kennen, lernen es von den Mitgliedern der Horde durch Nachahmung.

### Kommunikation

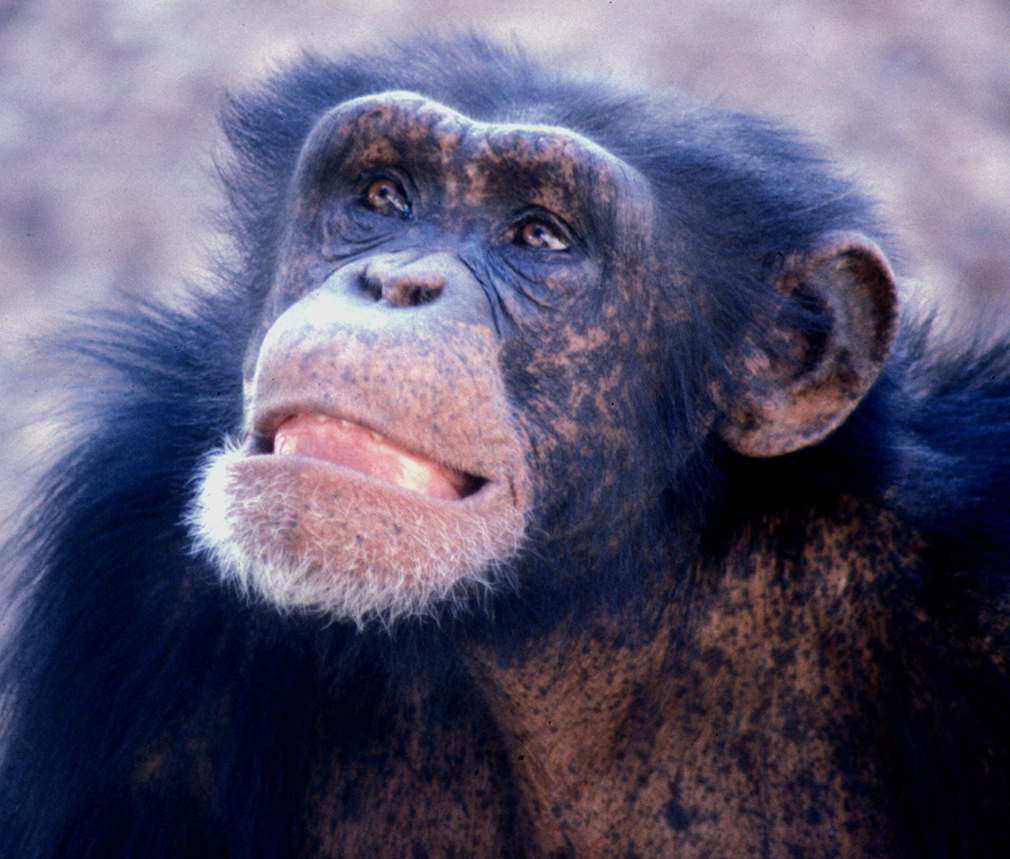
Kopf eines Schimpansen

Gemeine Schimpansen kommunizieren untereinander mit einer Reihe von Lauten und Körperhaltungen. Der häufigste Laut ist der „Pant-hoot“ genannte Ruf, der der Kontaktaufnahme mit entfernten Gruppenmitgliedern dient. Daneben verwenden sie auch einen Nahrungsruf, ein bellendes Keuchen, um andere Tiere auf eine Nahrungsquelle aufmerksam zu machen, Gekreische oder grölendes Brüllen bei der Jagd oder einen klagenden „Wraaa-Ruf“, der als Alarmsignal dient. Ein hechelndes Ein- und Ausatmen stellt ein Äquivalent zum menschlichen Lachen dar.
Auch Gesichtsausdrücke und Körperhaltungen dienen der Interaktion. So wird Unterwerfung durch Ducken oder Präsentieren des Hinterteils signalisiert. Zornige oder aufgeregte Tiere stellen sich auf zwei Beine, sträuben das Fell und pressen die Lippen zusammen. Breites Grinsen ist oft ein Zeichen für Nervosität oder Furcht. Zum spektakulären Imponierverhalten dieser Tiere zählen lautes Gebrüll, schnelles Umherlaufen, Schleudern von Steinen oder Ziehen von großen Ästen.

## Nahrung
Gemeine Schimpansen sind Allesfresser, den Schwerpunkt ihrer Nahrung machen allerdings Pflanzen aus. Wichtigster Nahrungsbestandteil sind Früchte und Nüsse (45 bis 76 %) sowie Blätter (12 bis 45 %). Ergänzt wird die Nahrung durch Blüten, Samen und tierische Beute, so werden regelmäßig Insekten verzehrt. Gelegentlich machen sie auch Jagd auf Säugetiere wie kleine Paarhufer und kleinere Primaten wie Rote Stummelaffen, Galagos und sogar Paviane. Die Jagd wird meist von erwachsenen Männchen durchgeführt und hat eine sehr starke soziale Komponente. Männchen teilen das Fleisch mit anderen Gruppenmitgliedern und versuchen so, ihre Position in der Gruppenhierarchie zu verbessern oder beizubehalten.

## Fortpflanzung

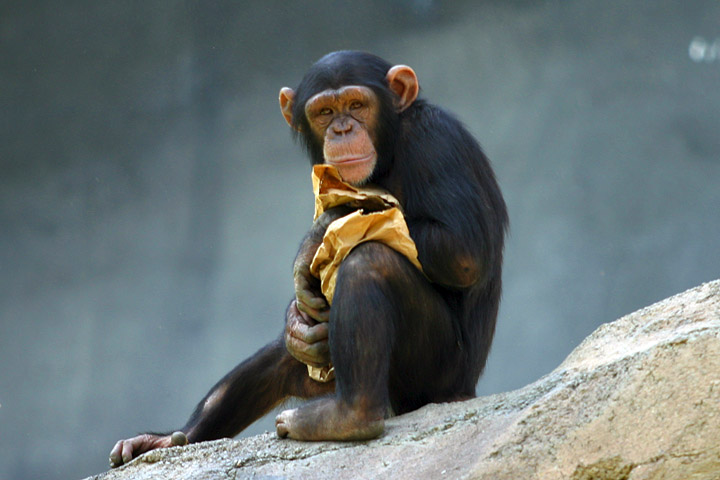
Junger Schimpanse

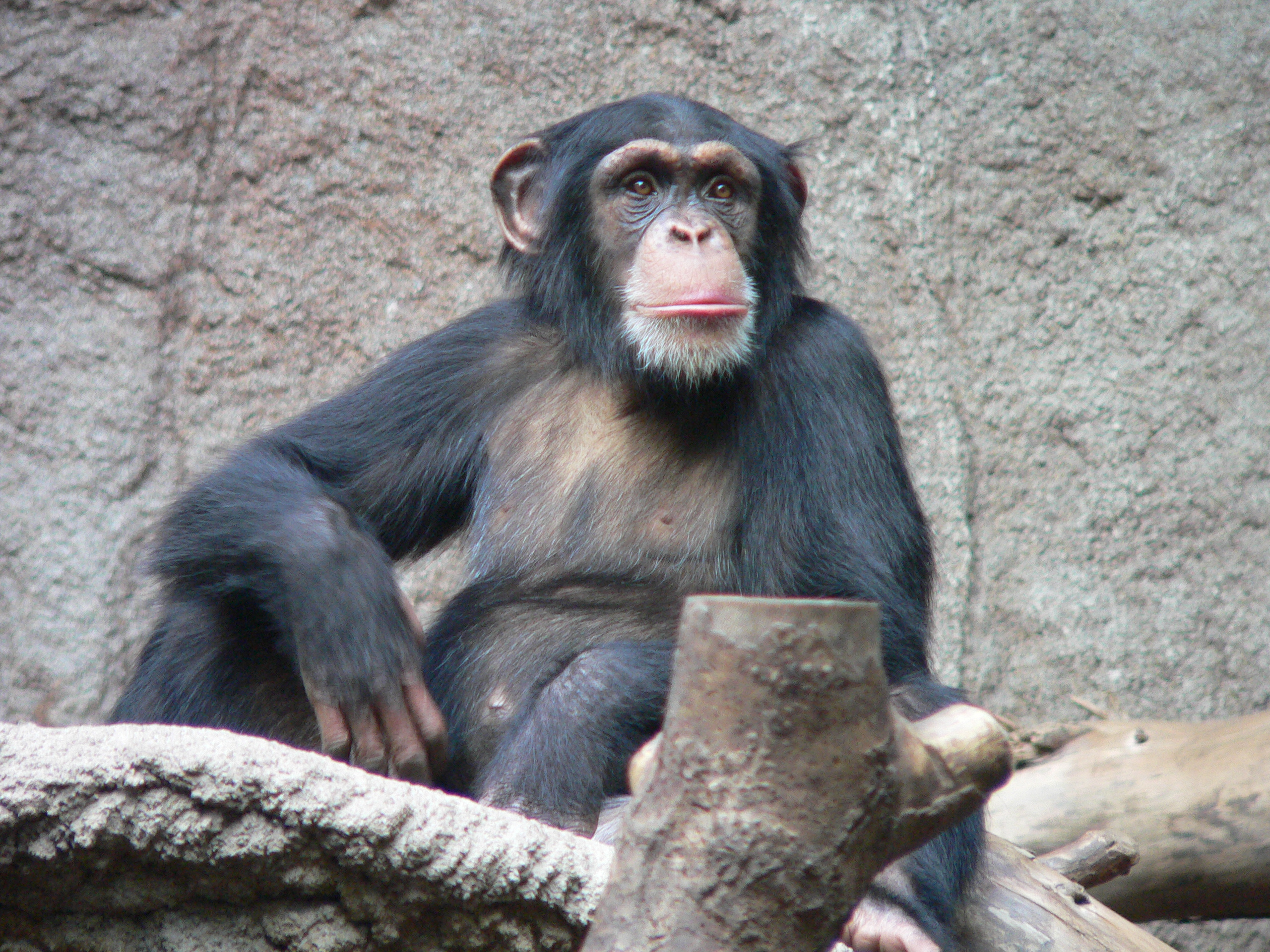
Schimpanse im Zoo Leipzig

### Paarungsverhalten
Die Paarung kann das ganze Jahr über erfolgen, die Länge des Sexualzyklus beträgt rund 36 Tage. Der Östrus dauert rund 6 bis 7 Tage, während dieser Zeit weisen die Weibchen eine deutliche Regelschwellung vor. Neben Bonobos sind sie die einzigen Menschenaffen, die dieses Merkmal haben; es tritt aber beispielsweise auch bei Pavianen auf.
Das Paarungsverhalten ist variabel und kann verschiedene Formen annehmen. Einerseits kann es zu einem promiskuitiven Verhalten innerhalb der Großgruppe kommen, sodass sich mehrere Männchen und mehrere Weibchen untereinander fortpflanzen. Daneben kann auch beobachtet werden, dass ein Männchen sich mit einem fruchtbaren Weibchen paart und es anschließend bewacht und keine anderen Paarungspartner zulässt. Schließlich kommt es auch vor, dass ein Männchen und ein Weibchen eine kurzfristige Paarbildung eingehen und sich während ihrer fruchtbaren Periode mehrere Tage zu zweit von der Großgruppe absondern. Der Paarungserfolg einzelner Männchen kann sich durch Futtergabe an ausgewählte Weibchen nahezu verdoppeln und stützt damit die „Fleisch-gegen-Sex-Hypothese“.

### Geburt und Jungenaufzucht
Nach einer Tragezeit von durchschnittlich 230 Tagen bringt das Weibchen in der Regel ein einzelnes Jungtier zur Welt, Zwillingsgeburten sind selten. Das Geburtsgewicht der Neugeborenen beträgt rund 1,9 Kilogramm. In den ersten sechs Lebensmonaten klammert sich das Jungtier am Fell der Mutter fest, später reitet es auf ihrem Rücken. Die Entwöhnung erfolgt erst nach 3,5 bis 4,5 Jahren, doch bleibt das Jungtier meist noch eine längere Zeit (bis zu zehn Jahre) bei der Mutter.
Ein Weibchen kann alle fünf bis sechs Jahre Nachwuchs zur Welt bringen, es sei denn, das Jungtier stirbt früher. Die Geschlechtsreife tritt im Alter von rund sieben Jahren ein, aufgrund der Gruppenhierarchie erfolgt die erste Fortpflanzung meist einige Jahre später: bei Weibchen mit 13 bis 14 Jahren und bei Männchen mit 15 bis 16 Jahren. Im Gegensatz zu Menschen oder Gorillas tritt bei Schimpansen keine Menopause ein. Zwar bekommen Weibchen ab dem 40. Lebensjahr seltener Junge, dies ist allerdings allein auf gesundheitliche Gründe zurückzuführen.
Die Lebenserwartung Gemeiner Schimpansen beträgt in der Natur 30 bis 40 Jahre; in Zoos werden sie manchmal über 50 Jahre alt.

## Gemeine Schimpansen und Menschen

### Forschung und Forschungsgeschichte

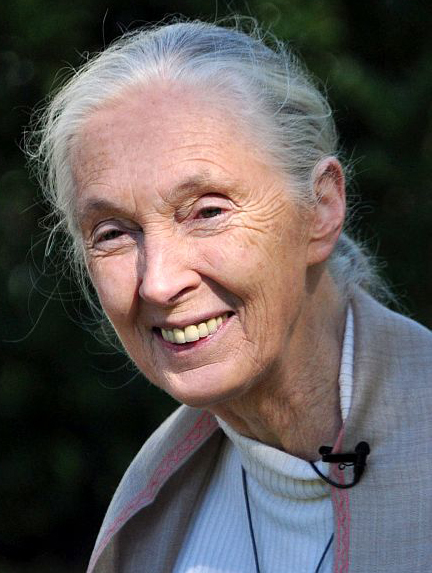
Jane Goodall betrieb bahnbrechende Forschungen an freilebenden Schimpansen

Seit wann die westliche Welt vom Schimpansen weiß, ist nicht bekannt. Der karthagische Seefahrer Hanno († 440 v. Chr.) brachte von seiner Afrikareise die Felle von drei „wilden Frauen“ mit, vermutlich Schimpansen oder Gorillas. 1641 kam erstmals ein lebendiger Schimpanse in die Niederlande. Er wurde vom niederländischen Arzt Nicolaes Tulpius (1593–1674), der durch Rembrandts Gemälde „Die Anatomie des Dr. Tulp“ bekannt wurde, untersucht; die Befunde wurden unter dem Titel „Indischer Satyr“ veröffentlicht. Der englische Arzt und Zoologe Edward Tyson (1650–1708) untersuchte 1699 einen Schimpansen und stellte eine Reihe von Gemeinsamkeiten zwischen diesem und dem Menschen fest. Spätestens seit Darwins und Huxleys Werken zur Evolutionstheorie rückten Schimpansen als nahe Verwandte des Menschen ins Licht der Öffentlichkeit.
1915 gelang Rosalía Abreu auf Kuba die erste Nachzucht eines Schimpansen in Gefangenschaft. Wolfgang Köhler studierte von 1914 bis 1920 auf Teneriffa das Lernverhalten und den Werkzeuggebrauch von Schimpansen. In der 2. Hälfte des 20. Jahrhunderts rückte die Lebensweise und das Verhalten der Schimpansen in den Mittelpunkt des Interesses. Bahnbrechend wurde die Forschungstätigkeit Jane Goodalls an freilebenden Tieren im Gombe Stream National Park in Tansania. Mitte der 1960er-Jahre begann 150 Kilometer südlich des Gombe Stream National Parks ein japanisches Forscherteam unter der Leitung von Professor Nishida mit der Habituierung zweier Schimpansengruppen im Mahale Mountains National Park. Seit Mitte der 1980er-Jahre erforscht hier Dr. Michael Huffmann von der Kyoto-Universität den Medizinalpflanzengebrauch bei Schimpansen.
Die Kommunikationsfähigkeit dieser Tiere steht bis heute im Mittelpunkt der Forschung. In den 1960er- und 1970er-Jahren gelang es dem Psychologen Roger Fouts, mehreren Schimpansen Begriffe der amerikanischen Gebärdensprache (American Sign Language, ASL) beizubringen. Die Schimpansin Washoe gilt heute als erstes nichtmenschliches Wesen, das eine menschliche Sprache erlernt hat.
David Premack betrieb ähnliche Forschungen, allerdings benutzte er Symbolkärtchen. Daneben werden weiterhin auch der Werkzeuggebrauch, die Intelligenz und die Lernfähigkeit untersucht. Gemeine Schimpansen schaffen es, knifflige Probleme zu lösen (beispielsweise eine Frucht aus einem verschlossenen Behälter herauszuholen) und bestehen den Spiegeltest – das heißt, sie erkennen sich selbst im Spiegel. Um spezifische Vergleiche zwischen Menschen und diesen Tieren ziehen zu können, wurde ein Genom-Projekt für Schimpansen initiiert.
In Leipzig wurde im Jahr 1997 das Max-Planck-Institut für evolutionäre Anthropologie neu gegründet. In der von Christophe Boesch geleiteten Abteilung Primatologie werden Sozialverhalten, sprachliche Lernfähigkeit und Strategien der Fortpflanzung von Menschenaffen im Vergleich zum Menschen untersucht.

### Haltung und Nutzung

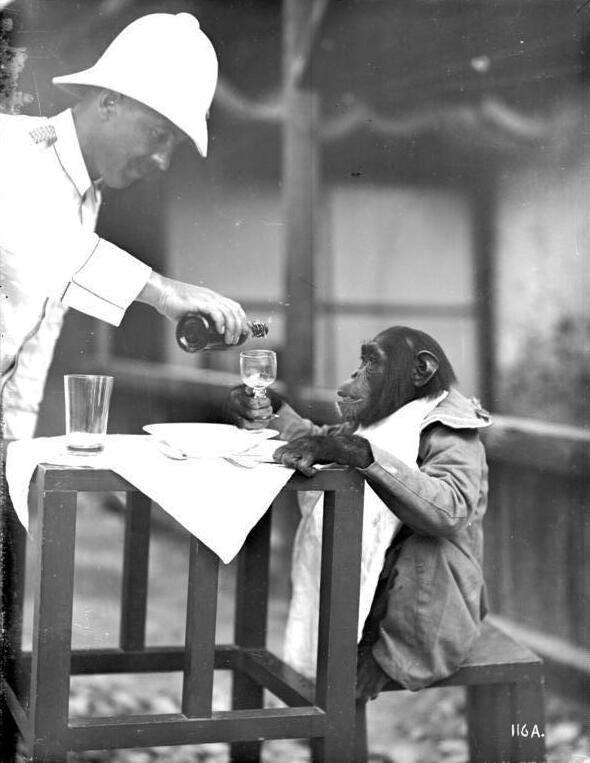
Vermenschlichung eines Schimpansen zu Unterhaltungszwecken um 1910 in Ostafrika

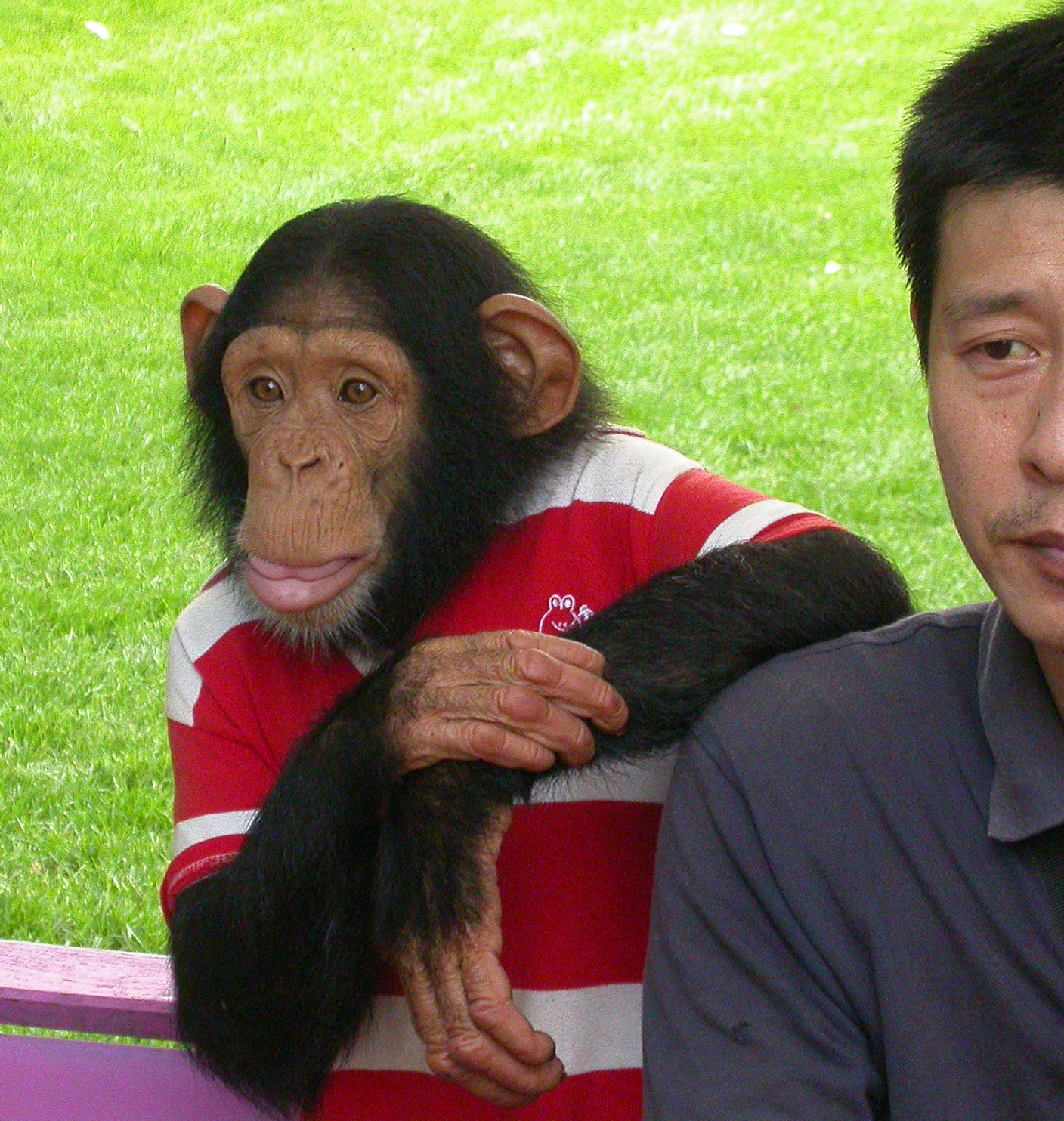
Schimpansen werden auch als Unterhaltungsobjekte benutzt, meist ohne artgerechte Haltung

Diese nahe Verwandtschaft der Schimpansen zu den Menschen bestimmt das Verhältnis zu diesen Tieren deutlich mit. Eine ausdrucksstarke Mimik und oft verblüffend menschenähnliche Verhaltensweisen machen den Gemeinen Schimpansen zur beliebtesten und bekanntesten aller Menschenaffenarten. Im Tiergarten, Zirkus, auf Postern oder in Fernsehsendungen (z. B. Daktari, Unser Charly) sind diese Tiere vielfach zu sehen. Manchmal werden Gemeine Schimpansen auch als Heimtiere gehalten, am bekanntesten war „Bubbles“, der Affe Michael Jacksons.
In Forschung und Wissenschaft spielen diese Tiere eine wichtige Rolle. So gibt es Erkrankungen, die sich außer am Menschen nur bei Schimpansen untersuchen lassen. Beispielsweise können Schimpansen mit HI- oder Hepatitis-Viren infiziert werden, erkranken jedoch nicht an Hepatitis oder AIDS. Da mittlerweile einige symptomatische Therapieoptionen für diese Erkrankungen zur Verfügung stehen, geht die Anzahl der für biomedizinische Forschungsaufgaben gebrauchten Schimpansen ständig zurück. In einigen Staaten (darunter auch Österreich) existieren mittlerweile Gesetze, die die Verwendung großer Menschenaffen für die biomedizinische Forschung verbieten.
Da sich durch die lange Lebenserwartung und die Praxis, ausgediente Laborschimpansen nicht einzuschläfern, gemischt mit den Zuchtbestrebungen der letzten Jahrzehnte eine Überzahl an Schimpansen aus europäischen und amerikanischen Labors ergeben hat, gibt es mittlerweile auch Auffangstationen für ehemalige Laborschimpansen (Stichting AAP in den Niederlanden; Monkey World in Großbritannien; HOPE in Österreich und Chimp Haven in den USA).
Auch in der Raumfahrt wurden Schimpansen eingesetzt. Am 31. Januar 1961 wurde der Schimpanse Ham im Rahmen des Mercury-Programms der NASA mit der Mercury-Redstone 2 (MR-2) in den Weltraum geschossen. Er überlebte den 16-minütigen Flug. In einem weiteren Experiment flog am 29. November 1961 der Schimpanse Enos mit der Mercury-Atlas 5 drei Stunden und 20 Minuten durch das All.

### Bedrohung
In freier Natur gelten Gemeine Schimpansen als bedroht. Der Hauptgrund dafür ist die Zerstörung ihres Lebensraums durch Waldrodungen, die dazu geführt hat, dass ihr Verbreitungsgebiet immer stärker eingeschränkt und stark zersplittert wird. Insbesondere die Populationen in Westafrika sind davon betroffen. Doch werden sie auch wegen ihres Fleisches (Bushmeat) gejagt oder weil sie manchmal Plantagen verwüsten. Während früher lebende Tiere oft gefangen wurden, um sie für Tierversuche einzusetzen oder zu Haustieren zu machen, ist der Lebendfang heute zurückgegangen. Das Washingtoner Artenschutz-Übereinkommen (CITES) verbietet den Handel mit Schimpansen komplett.
Die IUCN listet die Art als stark bedroht (endangered) und fürchtet einen weiteren Rückgang der Populationen. Die beiden westlicheren Unterarten sind demnach stärker bedroht als die Tiere im Osten des Verbreitungsgebietes.
Schätzungen über die Populationsgröße sind schwer durchzuführen. Möglicherweise lebten Anfang des 20. Jahrhunderts noch mehrere Millionen Gemeine Schimpansen; diese Anzahl ist drastisch gesunken. Eine Schätzung aus dem Jahr 1999 beziffert die Gesamtpopulation auf 150.000 bis 235.000, andere Quellen gehen von weniger als 100.000 Tieren aus. Der WWF veröffentlichte 2009 folgende Zahlen: 21.000 bis 56.000 westafrikanische Schimpansen, 70.000 bis 117.000 zentralafrikanische, 76.000 bis 120.000 ostafrikanische und nur noch 5.000 bis 8.000 Nigeriaschimpansen, somit insgesamt zwischen 172.000 und 301.000 Individuen. 2019 ergab eine Schätzung für die westafrikanischen Schimpansen einen Bestand von rund 53.000 Individuen, bei einem Konfidenzintervall (95 %) von 17.577 bis 96.564 Individuen.
Population des Westlichen Schimpansen
Die folgenden Zahlen, basierend auf unterschiedlichen Studien, stammen aus den Jahren 1998 bis 2010.
| Staat          | Bestand (Minimum) | Bestand (Maximum) |
| -------------- | ----------------- | ----------------- |
| Guinea         | 8.100             | 29.000            |
| Sierra Leone   | 3.000             | 10.400            |
| Liberia        | ?                 | 7.000             |
| Mali           | 1.600             | 5.200             |
| Elfenbeinküste | 800               | 1.200             |
| Guinea-Bissau  | 600               | 1.000             |
| Ghana          | 300               | 500               |
| Senegal        | 200               | 400               |
| Burkina Faso   | 0                 | einige            |
| Nigeria        | 0                 | ?                 |
| Togo           | 0                 | 0                 |
| Benin          | 0                 | 0                 |

## Systematik und Unterarten

Kladogramm der Menschenaffen; Pongo steht dabei für Orang-Utans, Pan für Schimpansen

Der Gemeine Schimpanse (Pan troglodytes) bildet zusammen mit dem Bonobo oder Zwergschimpansen die Gattung der Schimpansen (Pan). Schätzungen zufolge trennten sich die beiden Arten vor zwischen 1,8 und 0,8 Millionen Jahren. Die Gattung der Schimpansen stellt innerhalb der Familie der Menschenaffen (Hominidae) das Schwestertaxon des Menschen dar.
Innerhalb der Gemeinen Schimpansen werden vier Unterarten unterschieden:
- Der Westafrikanische Schimpanse oder Echtschimpanse (Pan troglodytes verus) ist westlich des Dahomey Gaps im westlichen Afrika (von Senegal bis Ghana) verbreitet. Äußerlich ist er durch ein rosafarbenes Gesicht gekennzeichnet, das sich erst nach und nach dunkel färbt. Diese Unterart unterscheidet sich im Schädelbau und in der Molekularstruktur deutlich von den anderen Unterarten, sodass einige Autoren dafür plädieren, sie als eigene Art (Pan verus) anzusehen.[31]
- Der Nigerianisch-Kamerunsche Schimpanse (Pan troglodytes ellioti) wurde erst kürzlich als Unterart anerkannt. Er ist die seltenste Unterart und lebt im östlichen Nigeria und dem westlichen Kamerun. Der Sanaga trennt sein Verbreitungsgebiet von dem des Zentralafrikanischen Schimpansen.
- Der Zentralafrikanische Schimpanse oder Tschego (Pan troglodytes troglodytes) ist durch ein dunkleres Gesicht als die übrigen Unterarten charakterisiert. Er ist westlich des Ubangi vom südlichen Kamerun über Gabun und die Republik Kongo bis in den Westen der Demokratischen Republik Kongo verbreitet und ist die bei weitem häufigste Unterart.
- Der Ostafrikanische Schimpanse oder Langhaarschimpanse (Pan troglodytes schweinfurthii; sein Name geht auf den deutschen Afrikaforscher Georg Schweinfurth zurück). Als einer der ersten beschrieb Schweinfurth regionale Unterschiede zwischen den Schimpansen im Westen und im Osten des afrikanischen Kontinents. Darum trägt der Ostafrikanische Schimpanse seinen Namen. Er lebt nördlich und westlich des Kongos von der Zentralafrikanischen Republik und dem Norden der Demokratischen Republik Kongo bis in die westlichen Landesteile Ugandas und Tansanias. Diese Unterart unterscheidet sich durch ein bronzefarbenes Gesicht und ein längeres Fell von den übrigen Vertretern dieser Art.[32]

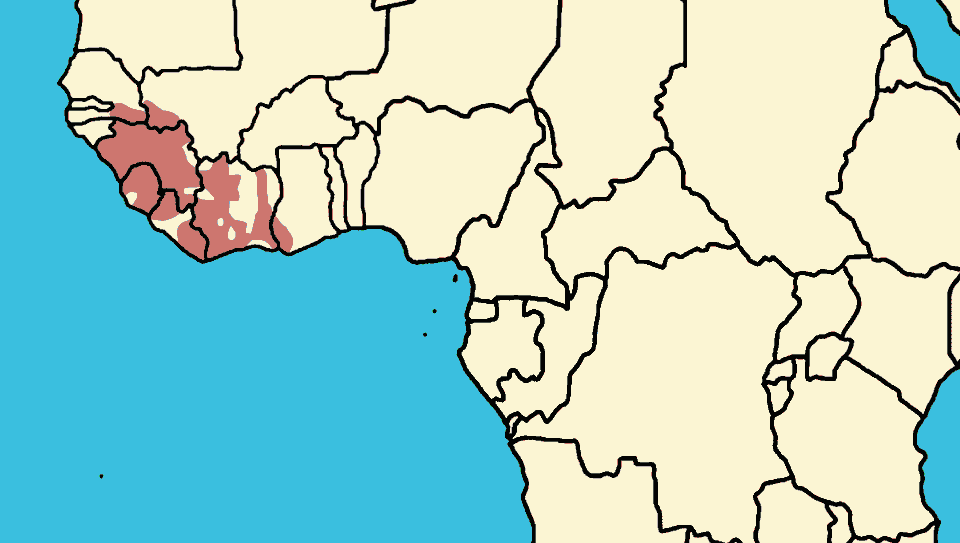
Verbreitungsgebiet des Westlichen Schimpansen (P. t. verus)
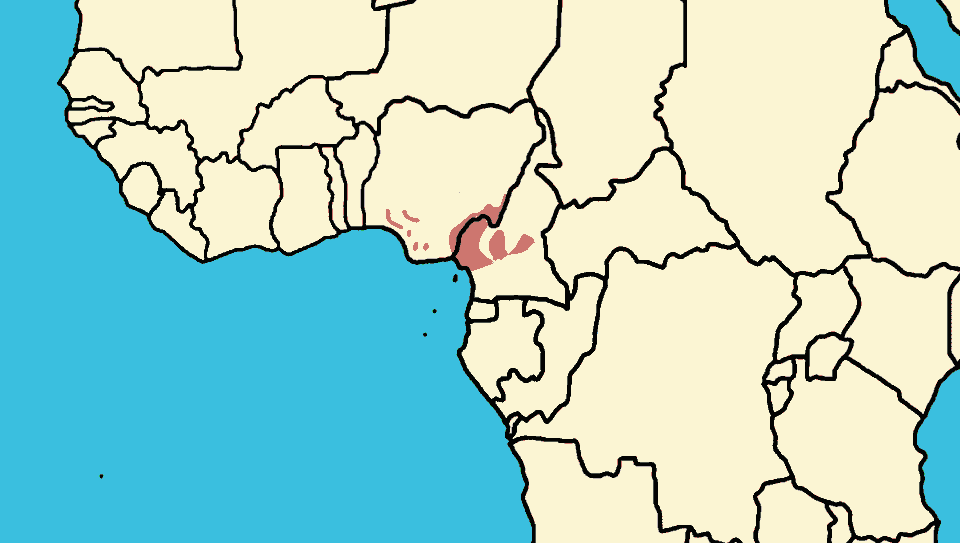
Verbreitungsgebiet des Nigeria-Schimpansen (P. t. ellioti)
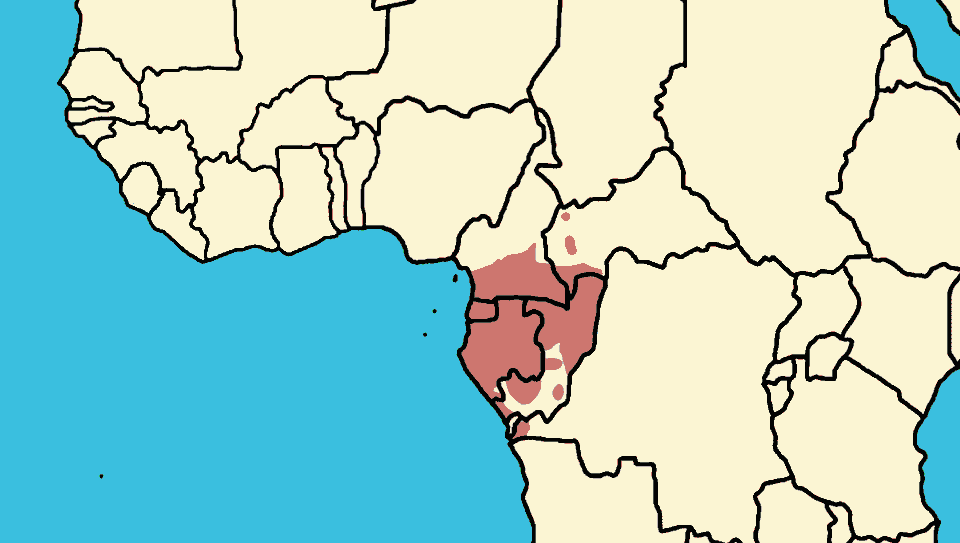
Verbreitungsgebiet des Zentralafrikanischen Schimpansen (P. t. troglodytes)
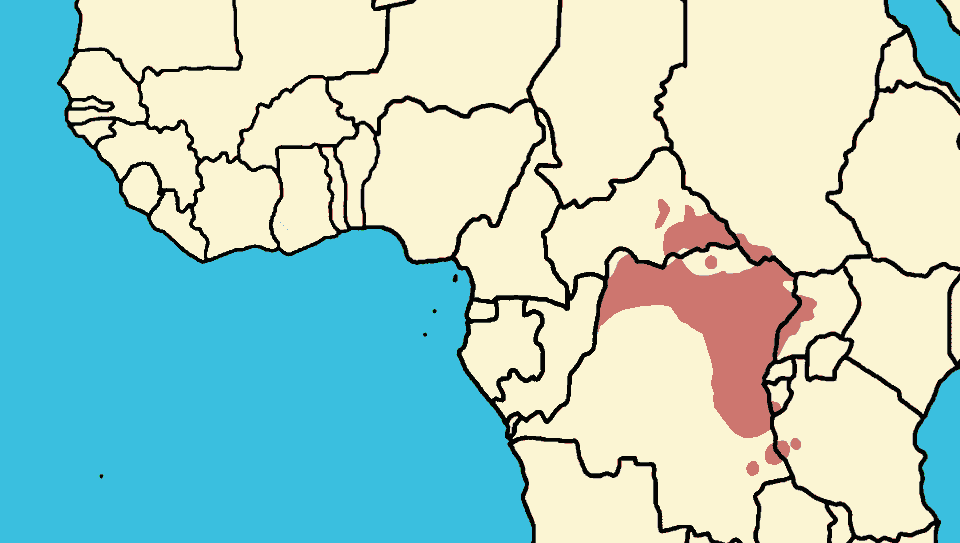
Verbreitungsgebiet des Östlichen Schimpansen (P. t. schweinfurthii)

Der manchmal als eigene Art oder Unterart postulierte „Riesenschimpanse“ oder „Bili-Schimpanse“ hat sich nach DNA-Untersuchungen als Vertreter der östlichen Unterart (P. t. schweinfurthii) herausgestellt.